# Tephrosia chisumpae
Tephrosia chisumpae är en ärtväxtart som beskrevs av Richard Kenneth Brummitt. Tephrosia chisumpae ingår i släktet Tephrosia och familjen ärtväxter. Inga underarter finns listade i Catalogue of Life.